# Carlos Scanavino
Carlos A. Scanavino Villavicencio (Paysandú, 11 de marzo de 1964) es un nadador uruguayo que compitió a nivel internacional en la década de 1980. Su hija Antonella también es nadadora internacional.
Scanavino disputó cuatro pruebas de los Juegos Olímpicos de 1984: resultó 10º en los 1.500 metros estilo libre, 13º en los 200 metros estilo libre, 17º en los 400 metros estilo libre, y 32.º en los 100 metros mariposa. En los Juegos Olímpicos de 1988 participó en los 100, 200 y 400 metros estilo libre, resultando 39.º, 19º y 12º respectivamente; además fue abanderado en el desfile inaugural.
En sus participaciones en los Juegos Panamericanos logró dos medallas: plata en los 200 metros estilo libre en 1983, y bronce en 1.500 estilo libre en 1987. También logró cuatro medallas de oro en los Campeonato Sudamericano de Natación 1984.
En los Juegos Suramericanos de 1982, logró medallas de oro en 100, 200, 400 y 1.500 metros estilo libre, y plata en 4 x 100 combinados, 4 x 100 libres y 4 x 200 libres. En los Juegos Suramericanos de 1990, fue medallista de oro de 100, 200 y 400 metros estilo libre, oro en los relevos de 4 x 200 libres, plata en los 4 x 100 combinados, y bronce en los 4 x 100 estilo libre.
Tras retirarse como nadador, Scanavino se desempeñó como profesor de natación en el Campus Municipal de Maldonado. A 2011, ostenta los récords nacionales de natación de 400, 800 y 1.500 metros libres, tanto en piscina de 25 como de 50 metros, así como en los relevos de 4 x 200 metros en piscina de 50 metros.
El sanducero recibió el Premio Charrúa de Oro de 1983 y se incluyó en la ceremonia de premiación de los 100 años de la camiseta celeste.